# Carlos Squeo
Carlos Squeo (4. dubna 1948 – 8. září 2019) byl argentinský fotbalista, obránce a záložník.

## Klubová kariéra
Hrál za argentinské kluby Racing Club, CA Vélez Sarsfield, CA Boca Juniors, Loma Negra de Olavarría, Instituto Atlético Central Córdoba, Belgrano Córdoba, Sportivo Dock Sud a Alumni de Villa María. V zahraničí působil v mexickém klubu Club Deportivo Oro. V Poháru osvoboditelů nastoupil v 1 utkání.

## Reprezentační kariéra
Za reprezentaci Argentiny nastoupil v letech 1973–1974 v 9 utkáních, byl členem argentinské reprezentace na Mistrovství světa ve fotbale 1974, kde nastoupil ve utkáních proti Holandsku a Brazílii.